# Genjuro Kibagami
Genjuro Kibagami (牙神 幻十郎, Kibagami Genjūrō; Genjyuro Kibagami), sendo "Genjūrō" igual a Quinto Filho Místico em japonês) é um personagem fictício da série de videogames Samurai Shodown, sendo introduzido a ela a partir do jogo Samurai Shodown II e o rival oficial do personagem principal Haohmaru.

## História
Ele alega ter matado a sua família e no mínimo 1000 outras pessoas. Sua mãe era uma prostituta e, devido à isso, ele não sabe nada sobre seu pai. Quando ele tinha 15 anos, Genjuro matou um dos clientes da sua mãe devido aos gritos dela por proteção de raiva do homem que estava bêbado. Quando ele estava saindo dali, sua mãe o atacou, deixando uma grande cicatriz nas suas costas, e ele a matou.[carece de fontes?]
Virando um órfão, Nicotine Caffeine o encontrou e o treinou, junto de Haohmaru, no seu dojô.

Ambos os estudantes eram bons amigos, ainda que a sede de poder de Genjuro preocupasse Nicotine. Para testar seus pupilos, ele decidiu realizar uma luta entre eles para determinar qual o mais forte, sendo um pergaminho que entrega força como prêmio. Genjuro derrota Haohmaru mas é banido do dojô por causa de sua intenções assassinas. Então ele promete matar ambos Haohmaru e Nicotine, por causa de seus ideais que contradiziam o dele na luta de espadas.
Ele odeia mais a Haohmaru porque ele tem aparência parecida com o homem bêbado que atacou sua mãe, e que, também, ambos sentiam-se atraídos por Shiki, sendo a razão disso para Genjuro assemelhar-la a sua falecida mãe).
Sua profissão durante suas viagens é hitokiri (ou assassino de aluguel), geralmente aceitando os trabalhos mais "sujos" como acabar com brigadas de piratas e esconderijos de criminosos. Alguns de seus alvos foram Sankuro e Mizuki.

Em Samurai Shodown: Warriors Rage, Genjuro ganha vantagem no seu último duelo contra Haohmaru. Antes que ele pudesse dar o golpe final, um garoto o apunhala em vingança de seu pai (cujo nome não foi dito). É altamente implícito que Genjuro morre desta sua ferida e, como prometido, um Haohmaru mais maduro brinda um gole de sake pela honra de seu amigo.

### Estilo de luta
Apesar de ambos terem sido treinados por Nicotine, seu estilo de luta na prática é muito diferente do estilo de Haohmaru. Todos os seus golpes especiais são referências diretas ao jogo de cartas japonês "hanafuda". Dependendo de ele acertar ou não o adversário com tais golpes, ele vai temporariamente projetar imagens de uma sequência de cartas do baralho do hanafuda mostrando vitória, para acertos, e derrota, para erros. Seu "animal de estimação" é uma espécie de sapo alaranjado, uma referência para a carta Yanagi ni Ono No Toufuu. Tal sapo aparece ao lado de Genjuro no seu ending em SvC.

Suas poses de vitória das suas aparições nos jogos mais antigos são referências fortes a este baralho; suas poses de vitória de jogos mais novos tiveram esta referência diminuida.

## Jogos e personagens relacionados

### Personagens
- Haohmaru
- Nicotine Caffeine

### Jogos
- Desde sua primeira aparição, Genjuro faz participação como personagem jogável em todos os jogos da série Samurai Shodown, com exceção da versão de Playstation do jogo SS: WR, Samurai Shodown: Warriors Rage (Playstation).
- SvC Chaos: SNK vs. Capcom
- Neo Geo Battle Coliseum [7]
- Days of Memories: Oedo Love Scroll [8][9]